# Helga Roth

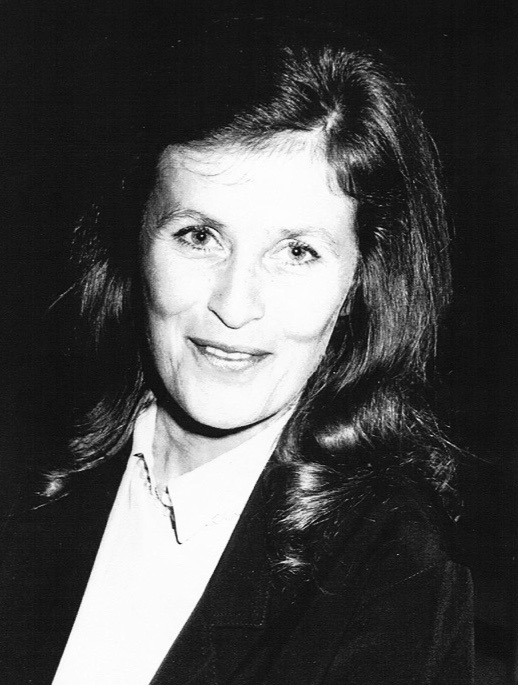
Helga Gudrun Roth

Helga Gudrun Roth (* 20. Juni 1943 in Dresden) ist eine deutsche Fachärztin für Chirurgie und Kinderchirurgie. Sie war die erste Professorin für Kinderchirurgie in Deutschland. Für ihre Habilitationsschrift wurde sie als erste weibliche Trägerin mit dem Richard-Drachter-Preis der Deutschen Gesellschaft für Kinderchirurgie geehrt.

## Studium
Nach dem Abitur in Kassel studierte Helga Roth Germanistik und Romanistik an der Philipps-Universität Marburg sowie an der Universität Paris-Sorbonne. Von 1965 bis 1971 absolvierte sie das Studium der Humanmedizin an der Freien Universität Berlin und an der Ruprecht-Karls-Universität Heidelberg. Sie promovierte 1972 in der Universitäts-Augenklinik Heidelberg.

## Berufliche Tätigkeit
Als Assistenzärztin für Chirurgie lernte Helga Roth bei Fritz Linder und wurde bedeutend von ihm gefördert. Die Anerkennung zur Fachärztin für Chirurgie (1979) und die Spezialisierung im Teilgebiet der Kinderchirurgie (1980) erlangte sie als erste Frau an der Chirurgischen Universitätsklinik Heidelberg. Sie habilitierte 1988 als erste Frau an der Universitätsklinik Heidelberg im Bereich Kinderchirurgie zum Thema: „Experimentelle Studie zur Frage des organspezifischen Funktionsverlustes nach partieller Milzresektion“ unter der Leitung von Roland Daum. Für ihre Arbeit wurde sie 1990 als erste weibliche Trägerin mit dem Richard-Drachter-Preis der Deutschen Gesellschaft für Kinderchirurgie ausgezeichnet. 1995 wurde sie zur außerplanmäßigen Professorin an der Universitätsklinik Heidelberg berufen und war zu diesem Zeitpunkt die erste Professorin für Kinderchirurgie in Deutschland. Ihre Spezialbereiche waren pädiatrische Onkologie sowie Neu- und Frühgeborenenchirurgie. Sie war leitende Oberärztin und Stellvertreterin des ärztlichen Direktors der Universitätsklinik für Kinderchirurgie Heidelberg. In Zusammenarbeit mit dem ärztlichen Direktor Roland Daum erlangte sie durch zahlreiche Publikationen internationale Anerkennung und trug entscheidend zum Aufbau der Kinderchirurgie der Universitätsklinik Heidelberg bei. Ihr Schriftenverzeichnis umfasst über 100 Originalarbeiten und Buchbeiträge. Sie hatte über zehn Vorsitze auf nationalen und internationalen Kongressen und hielt 195 Vorträge. Sie führte insgesamt über 4000 kinderchirurgische Operationen durch. 2007 wurde sie in den Ruhestand verabschiedet.

## Auszeichnungen
- 1990: Richard-Drachter-Preis der Deutschen Gesellschaft für Kinderchirurgie. Thema der Arbeit: Experimentelle Studie zur Frage des organspezifischen Funktionsverlustes nach partieller Milzresektion.[1]

## Mitgliedschaften
- Deutsche Gesellschaft für Kinderchirurgie
- Deutsche Gesellschaft für Chirurgie

## Schriften

### Publikationen (Auswahl)
- H. Roth, M. Bolkenius, R. Daum, U. Schütze, W. E. Brandeis: Chirurgie der Lungenmetastasen im Kindesalter. In: Z Kinderchir. 32, 1981, S. 47–51.
- H. Roth, R. Daum, M. Bolkenius: Segmental Resection of the Spleen and Glueing with Human Fibrinogen - An Alternative to Splenectomy and Autotransplantatino. In: Z Kinderchir. 35, 1982, S. 153–158.
- H. Roth, M. Bolkenius, R. Daum, W. E. Brandeis: Kinderchirurgische Aspekte zur Chirurgie der Milz. In: Chirurg. 53, 1982, S. 687–691.
- H. Roth, R. Daum: Morbus Crohn - Zur Frage des Operationszeitpunktes aus chirurgischer Sicht. In: Der Kinderarzt. 17, 1986, S. 485–488.
- H. Roth, R. Daum, G. Benz: Stadieneinteilung der Milzruptur - Chirurgische Konsequenzen im Kindesalter. In: Chirurg. 57, 1986, S. 194–197.
- H. Roth: Infektionsrisiko und chirurgische Konsequenzen des Milzverlustes im Kindesalter. In: Langenbecks Arch Chir. 369, 1986, S. 263–267.
- H. Roth, R. Daum, G. Pfaff, G. Benz, W. Schmidth: Planned Delivery and Interdisciplinary Management of Large Coccygeal Teratomas. In: Z Kinderchir. 41, 1986, S. 181–184.
- H. Roth, K. E. Bonzel, G. Benz: Implantationstechnik des Peritonealdialysekatheters im Säuglings- und Kindesalter. In: Z. Kinderchir. 41, 1986, S. 355–359.
- H. Roth, Z. Zachariou, R. Daum: Antenatal diagnosis and postnatal management of ovaarian pseudocysts. In: Acta Paedochir Hellen. 3, 1987, S. 10–14.
- H. Roth, Z. Zachariou, G. Benz: Ileitis hyperplastica follicularis of Golden. In: Acta Paedichir Hellen. 10, 1990, S. 30–32.
- H. Roth, R. Daum, G. Benz, A. v. Herbay: Rare Ovarian Tumors in Childhood. In: Eur J Pediatr Surg. 1, 1991, S. 210–215.
- H. Roth, R. Daum, G. Benz, A. v. Herbay: Familiäre Polyposis Coli und maligne Entartung: Prophylaktische Kolektomie im Kindesalter? In: Langenbecks Arch Chir. Suppl, 1991, S. 252–258. Kongressberichte
- R. Daum, Z. Zachariou, H. Roth: Ompahlocele und Laparoschisis -Diagnostik, Therapie und Spätergebnisse. In: Hautnah päd. 3, 1995, S. 206–220.
- H. Roth, A. Weirich, R. Ludwig, R. Daum, H. Zimerman: Die Resektion des Nephroblastoms: Probleme und Komplikationen - Auswertungen zur Nephroblastomstudie SIOP 9/GPOH. In: Langenbecks Arch Chir. Suppl. (Kongressbericht 1996) 113, S. 1078–1083.
- K. Schäfer, A. Schledt, S. Gfrörer, O. Linderkamp, H. Roth: Decrease of cholestasis under continuous extracoporal stool transport (CEST) in prematures and neonates with stomas. In: Eur J Pediatr Surg. 10, 2000, S. 224–227.

### Buchbeiträge (Auswahl)
- H. Roth, R. Waldherr: Problems in spleen autotransplantation: comparative study of types of implatation in animal experiments. In: P. Wurnig (Hrsg.): Progress in Pediatric Surgery. Gastro-esophageal reflux in Problems of splenic surgery in childhood. Vol. 18, Springer, Berlin/Heidelberg 1985, S. 182–189.
- H. Roth, R. Daum: Fibrin sealing of perenchymal organs in pediatric surgery. In: G. Schlag, H. Redl (Hrsg.): Fibrin sealant in operative medicine. General surgery and abdominal surgery. Springer, Berlin/Heidelberg 1986, S. 122–130.
- G. Benz, Z. Zachariou, H. Roth: Zur Operationsindikation bei Sprunggelenksfrakturen älterer Kinder und Heranwachsender. In: S. Hofmann-v. Kap-herr (Hrsg.): Operationsindikationen bei Frakturen im Kindesalter. Gustav Fischer, Stuttgart / New York 1987, S. 264–267.
- R. Daum, H. J. Denecke, H. Roth: Tumor induced intraluminal stenoses of the cervical trachea tumour excision and tracheoplasty. In: P. Wurnig (Hrsg.): Progress in Pediatric Surgery. Vol. 21, Springer, Berlin/Heidelberg 1987, S. 50–57.